# Jaz-Murian-Becken

Jaz-Murian-Becken

Das Jaz-Murian-Becken (persisch حوضۀ جازموريان, DMG ḥouże-ye Ǧāz-Mūriyān) liegt im südöstlichen Iran im Gebiet der Provinzen Kerman und Sistan und Belutschistan im Iranischen Hochland. Die Wüste steht, bedingt durch die Wendekreislage, unter dem Einfluss der Passatzirkulation und ist somit eine Wendekreiswüste. Neben diesen Folgen wird die Aridität (Trockenheit) durch umliegende regenabschirmende Gebirge verstärkt.
Im Norden wird das Jaz-Murian-Becken von den Ketten Jebal Barez-Shah und Savaran-Bazman vom Lut-Becken abgegrenzt, im Süden von den Ausläufern des Zagros-Gebirge und vom Makran, die Fläche beträgt rund 68.311 km². Im Zentrum des Beckens liegt ein saisonaler See Hamun-e Jaz Murian mit einer Größe von rund 13.000 km², der überwiegend durch die Flüsse Halil und Bampur gespeist wird. Durchschnittlich hat dieser eine Fläche zwischen 200 und 400 km². Bei der letzten Flut im Januar 2020 wurde die größte Ausdehnung der letzten Jahrzehnte mit 3000 km² gemessen.